# Našice
Našice [ˈnaʃitsɛ] (deutsch veraltet Naschitz) ist eine Stadt in Kroatien, die zur Gespanschaft Osijek-Baranja gehört.

## Geographie
Našice ist eine Kleinstadt in Slawonien, 50 km von Osijek entfernt, die auf dem nördlichen Abhang des Krndija-Gebirges liegt.

## Geschichte

### Vorgeschichte
Mehrere archäologische Funde deuten darauf hin, dass Našice bereits in der mittleren Jungsteinzeit bewohnt war. Auf einem Hügel unweit der Stadt fand man mehrere Keramikfragmente die von brauner, rötlicher und grauer Farbe gefärbt und mit groben Linien verziert waren.

### Mittelalter
Našice wird zum ersten Mal im Jahr 1229 erwähnt. In den mittelalterlichen Dokumenten kommen verschiedene Bezeichnungen vor: Nolko, Nolche, Negke, Nexe, Nekche, Vesice und Nesice. Die weltlichen Herren von Našice und dessen Besitztum waren die Aba, David Lacković, Ivan Korvin, Ivan und Nikola Gorjanski sowie die Iloker Fürsten Ujlaky. In kirchlicher Hinsicht waren Templer, Johanniter und Franziskaner die Besitzer. Franziskaner kommen nach Našice in der zweiten Hälfte des 13. Jahrhunderts und bleiben bis heute. Im 14. Jahrhundert wird die Kirche des St. Antons von Padua im gotischen Stil errichtet und Anfang des 18. Jahrhunderts barockisiert. Našice steht von 1532 bis 1687 unter türkischer Herrschaft. Im Jahr 1734 wird das Besitztum von Našice von den Grafen Pejačević gekauft, die diesen bis zum Jahr 1945 behalten. Die Grafen Pejačević bauen das so genannte „große Schloss“ im Jahr 1811 und seitdem lebt die Familie Pejačević in der Stadt und nimmt an der Entwicklung von Našice teil.

### Frühneuzeit
Das „kleine Schloss“ wird für Marko VI., den ältesten Sohn von Teodor Pejačević, errichtet. In den revolutionären Geschehen im Jahr 1848 wird der Familie Pejačević ermöglicht, sich in das politische Leben von Kroatien einzuschalten. Graf Ladislav Pejačević wird zum kroatischen Ban ernannt. Wegen des Ansehens, das die Familie Pejačević genießt, wird Graf Teodor Pejačević zum Obergespan der Gespanschaft Virovitica und im Jahr 1903 zum kroatischen Ban ernannt. Seine Tochter Teodora (Dora) Pejačević wird als die erste kroatische Komponistin ihre Familie und die Stadt Našice bekannt machen. Dora wurde in Dresden und München ausgebildet. Sie zeigte ausgezeichnete musikalische Begabung und lernte Geige und Klavier spielen. Ihre Werke befanden sich auf den Repertoires vieler angesehenen Künstler und ihr Name auf den Konzertplakaten zusammen mit den größten Weltkomponisten. Im Jahr 1893 kommt die Eisenbahnstrecke nach Našice und dadurch wird die Stadt ein wichtiger Verkehrsknotenpunkt. Schon vor dem Ersten Weltkrieg gibt es in der Stadt Wasserleitung, Telefon und Elektrizität.

### Neuzeit
Im Zweiten Weltkrieg leidet Našice unter Zerstörung, das Schloss Pejačević wird zum Sitz des deutschen Kommandos und die Familie Pejačević verlässt Našice. Später wird Našice zum Mittelpunkt des Kroatischen Frühlings in diesem Teil Slawoniens.
Nach der Unabhängigkeit Kroatiens 1991 und dem darauffolgenden Kroatienkrieg wurde die Stadt am 20. September 1991 von der damals noch gehaltenen Kaserne der Jugoslawischen Volksarmee durch Artilleriebeschuss angegriffen. Dabei wurden mehrere Gebäude stark beschädigt und der Turm der Kirche fing Feuer. Bei der Eroberung der Kaserne am nächsten Tag kamen drei Verteidiger der Stadt ums Leben.

## Bevölkerung
Laut der Volkszählung aus 2011 hat die Gemeinde Našice 16.224 Einwohner, 7.888 davon die Stadt selbst.
Nationalstruktur:
- Kroaten 14.284 (88,04 %)
- Slowaken 1.078 (6,64 %)
- Serben 588 (3,62 %)
- Andere 274 (1,69 %)

| Bevölkerungsentwicklung | Bevölkerungsentwicklung | Bevölkerungsentwicklung | Bevölkerungsentwicklung | Bevölkerungsentwicklung | Bevölkerungsentwicklung | Bevölkerungsentwicklung | Bevölkerungsentwicklung | Bevölkerungsentwicklung | Bevölkerungsentwicklung | Bevölkerungsentwicklung | Bevölkerungsentwicklung | Bevölkerungsentwicklung | Bevölkerungsentwicklung | Bevölkerungsentwicklung | Bevölkerungsentwicklung | Bevölkerungsentwicklung |
| ----------------------- | ----------------------- | ----------------------- | ----------------------- | ----------------------- | ----------------------- | ----------------------- | ----------------------- | ----------------------- | ----------------------- | ----------------------- | ----------------------- | ----------------------- | ----------------------- | ----------------------- | ----------------------- | ----------------------- |
| 1857                    | 1869                    | 1880                    | 1890                    | 1900                    | 1910                    | 1921                    | 1931                    | 1948                    | 1953                    | 1961                    | 1971                    | 1981                    | 1991                    | 2001                    | 2011                    | 2021                    |
| 1.128                   | 1.566                   | 1.587                   | 1.829                   | 2.118                   | 2.439                   | 2.310                   | 2.662                   | 3.005                   | 3.383                   | 4.187                   | 5.780                   | 6.817                   | 8.235                   | 8.173                   | 7.888                   | 7307                    |

## Kultur und Sehenswürdigkeiten
- Das Franziskanerkloster mit der gotischen Barockkirche und einem Innenhof wurde Ende des 13. und Anfang des 14. Jahrhunderts erbaut. Die zum Kloster zugehörige katholische Kirche des Heiligen Anton ist ein einschiffiges Gebäude mit einem polygonalen Altarraum mit Streben und Seitenkapellen, die an der Nordseite des Kirchenschiffs angebracht sind. Der Glockenturm befindet sich an der Südseite des Altarraums.
- Das Schloss der Adelsfamilie Pejačević wurde zwischen 1811 und 1812 erbaut und war zunächst eher bescheiden gehalten. Im Jahr 1865 wurde das Gebäude in ein repräsentatives neobarockes Schloss mit reicher architektonischer Ausstattung umgewandelt. Aufgrund der Neigung des Geländes ist das Schloss zur Südfassade und zur Stadtansicht hin eingeschossig und zum Park hin zweigeschossig.[7]
- Das 1907 erbaute kleine Schloss der Familie Pejačević mit H-förmigem Grundriss ist ein neoklassizistisches Gebäude mit einem großen Garten. Der Südeingang und die nördliche Hauptfassade besteht aus fünfzehn hohen Fenstern.[8]
- Die Friedhofskapelle wurde 1880, nach den Plänen des Architekten Hermann Bollé, erbaut. Das Gebäude ist ein einschiffiger Bau mit einem polygonal abgeschlossenen Altarraum und einem in die Hauptfassade integrierten Glockenturm. Das Innere der Kapelle besteht aus einem Kreuzrippengewölbe, dessen Elemente mit vegetativen und anthropomorphen Dekorationen verziert sind.[9]
- Die einstöckige Stadtvilla der Familie Gröger befindet sich nahe dem Stadtzentrum und wurde Anfang der 1930er Jahre erbaut. Franz und Otto Gröger, Verwalter des Familienguts Pejačević, waren die damaligen Bauherren.[10]
- Der jüdische Friedhof in Našice wurde im 19. Jahrhundert außerhalb und im nordöstlichen Teil der Stadt angelegt. Der älteste Grabstein wurde 1835 für Koschmann Ferber errichtet und die letzte Bestattung, die durch die Existenz eines Grabsteins belegt werden kann, fand 1940 statt.[11]
- Im Park gibt es einen See mit einer kleinen Insel und dem so genannten „Doras Pavillon“.
- Im drei Kilometer von Našice entfernten Martin befindet sich die St. Martinskirche. Sie wurde Anfang des 13. Jahrhunderts von den Kreuzrittern gebaut und ist die einzige vollständig erhaltene Templerkirche in Kroatien.
- Im umliegenden Markovac Našički befindet sich der Zoo der Familie Bizik.

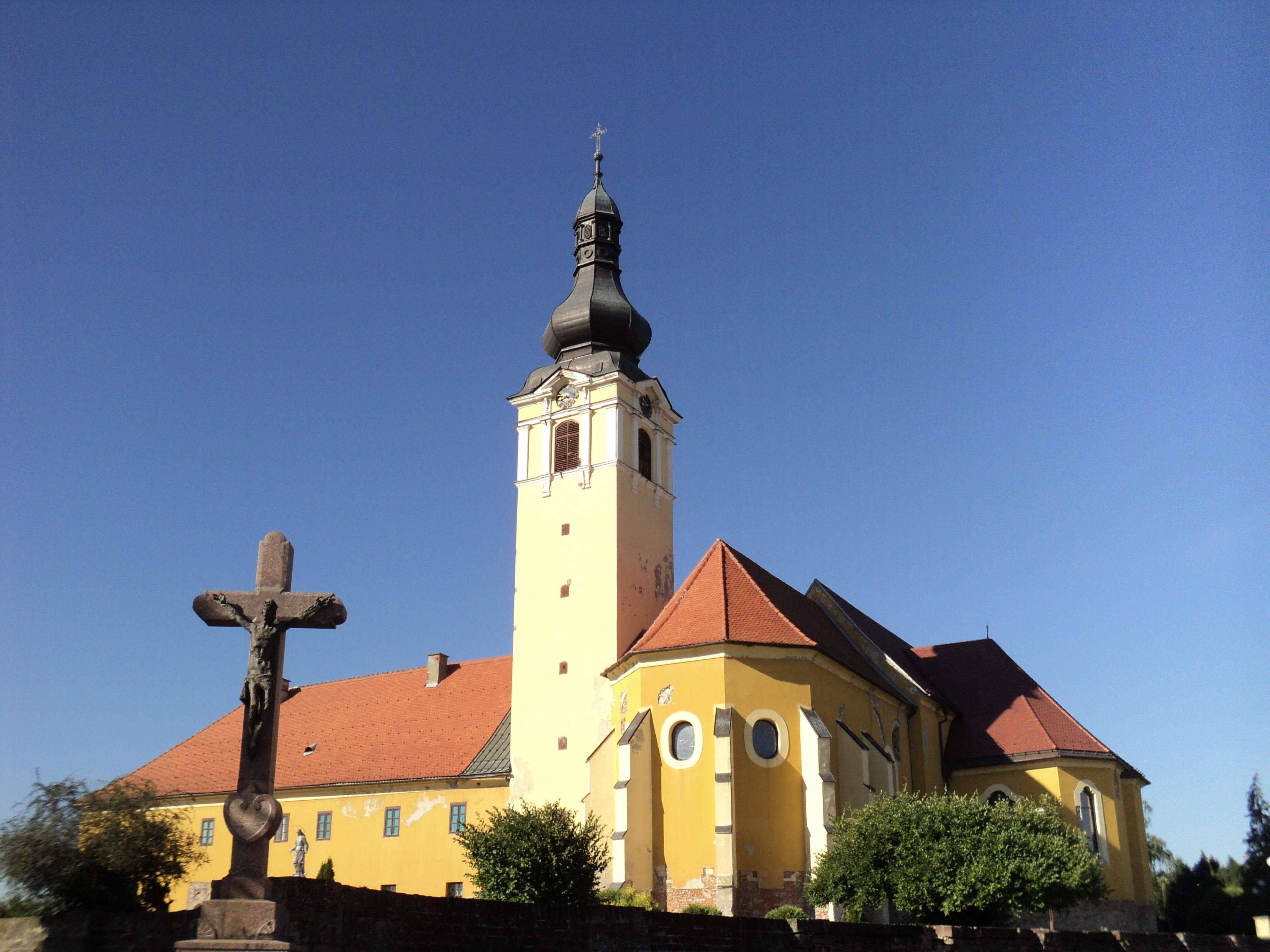
Kirche des Heiligen Antonius
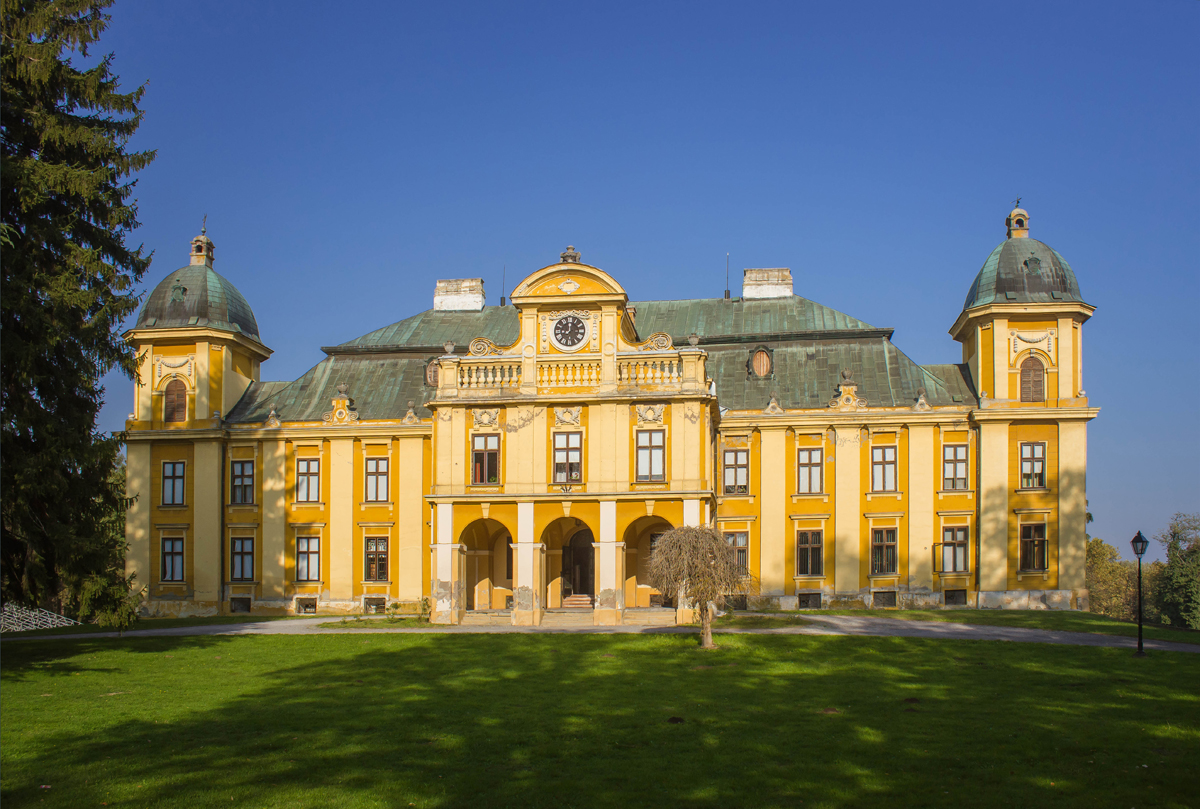
Schloss Pejačević
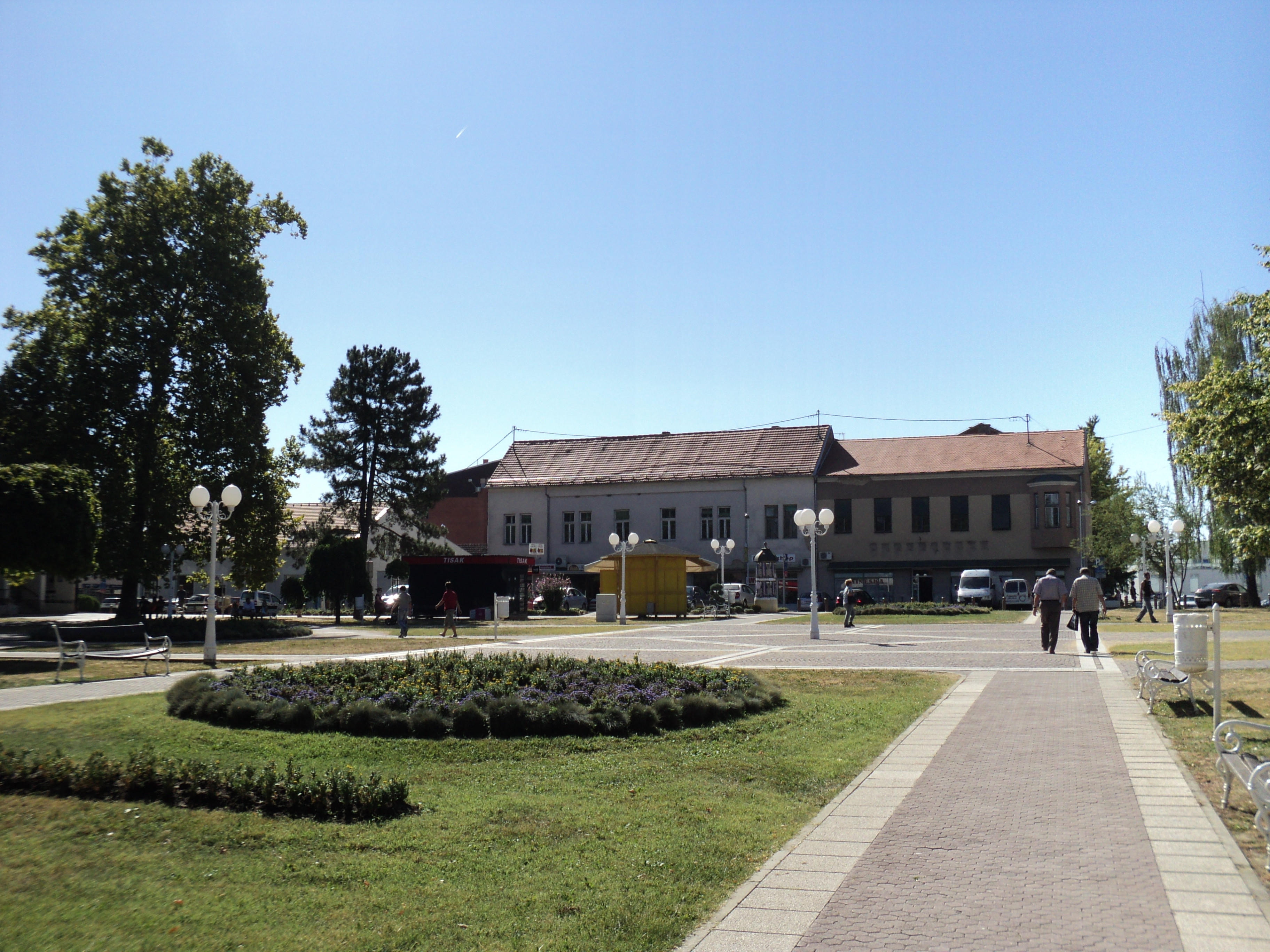
Stadtzentrum
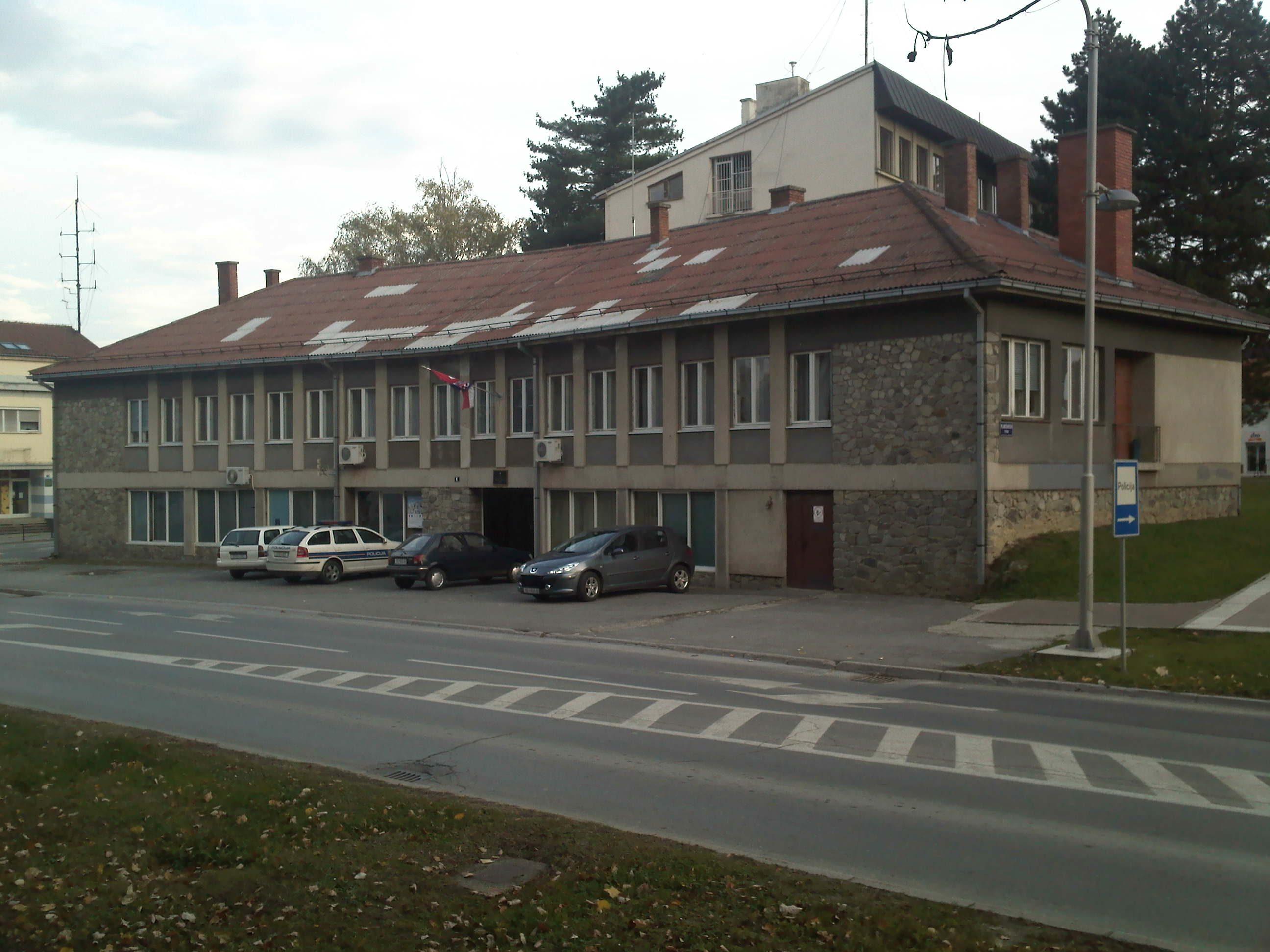
Polizeirevier
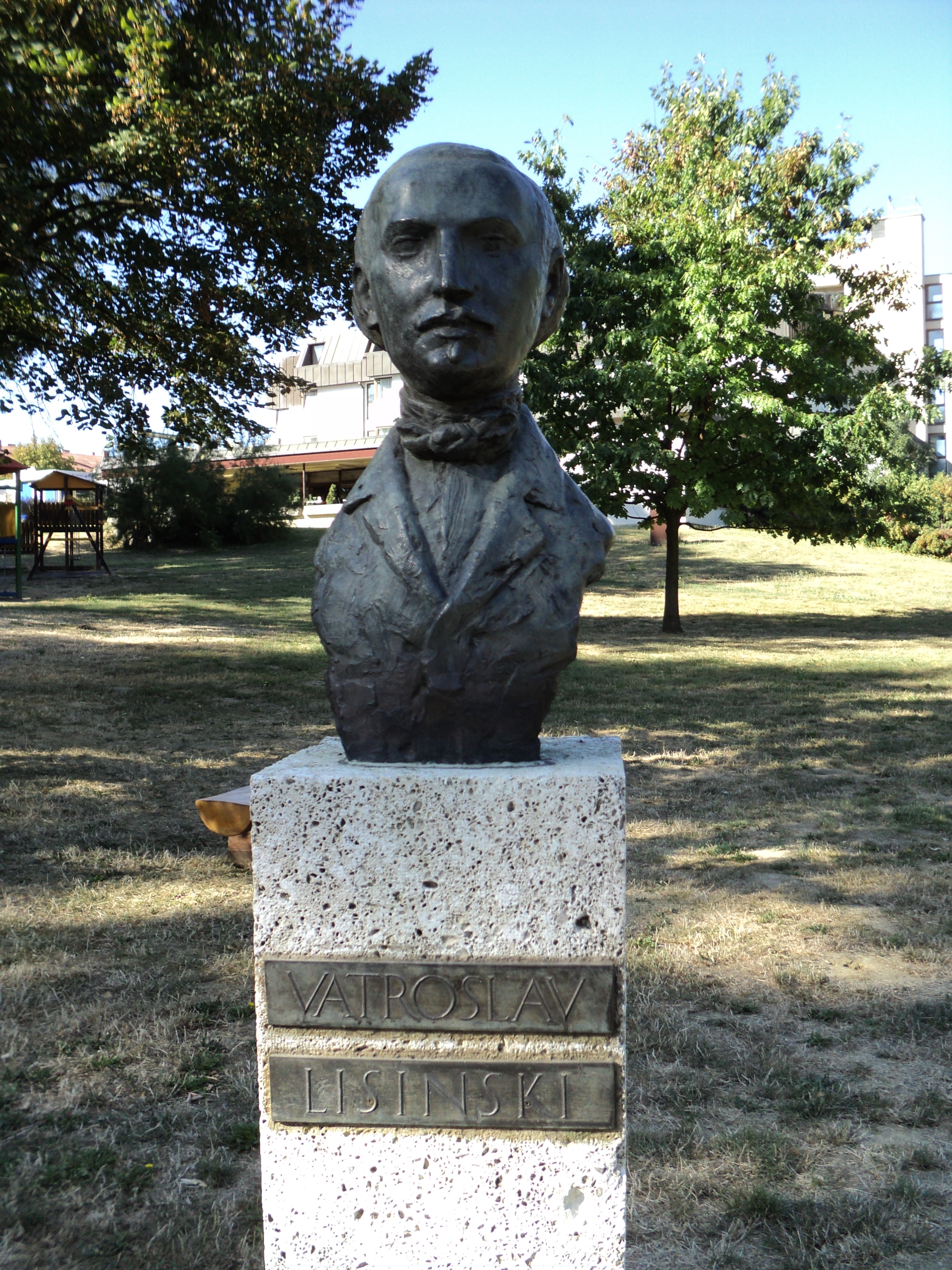
Statue von Vatroslav Lisinski
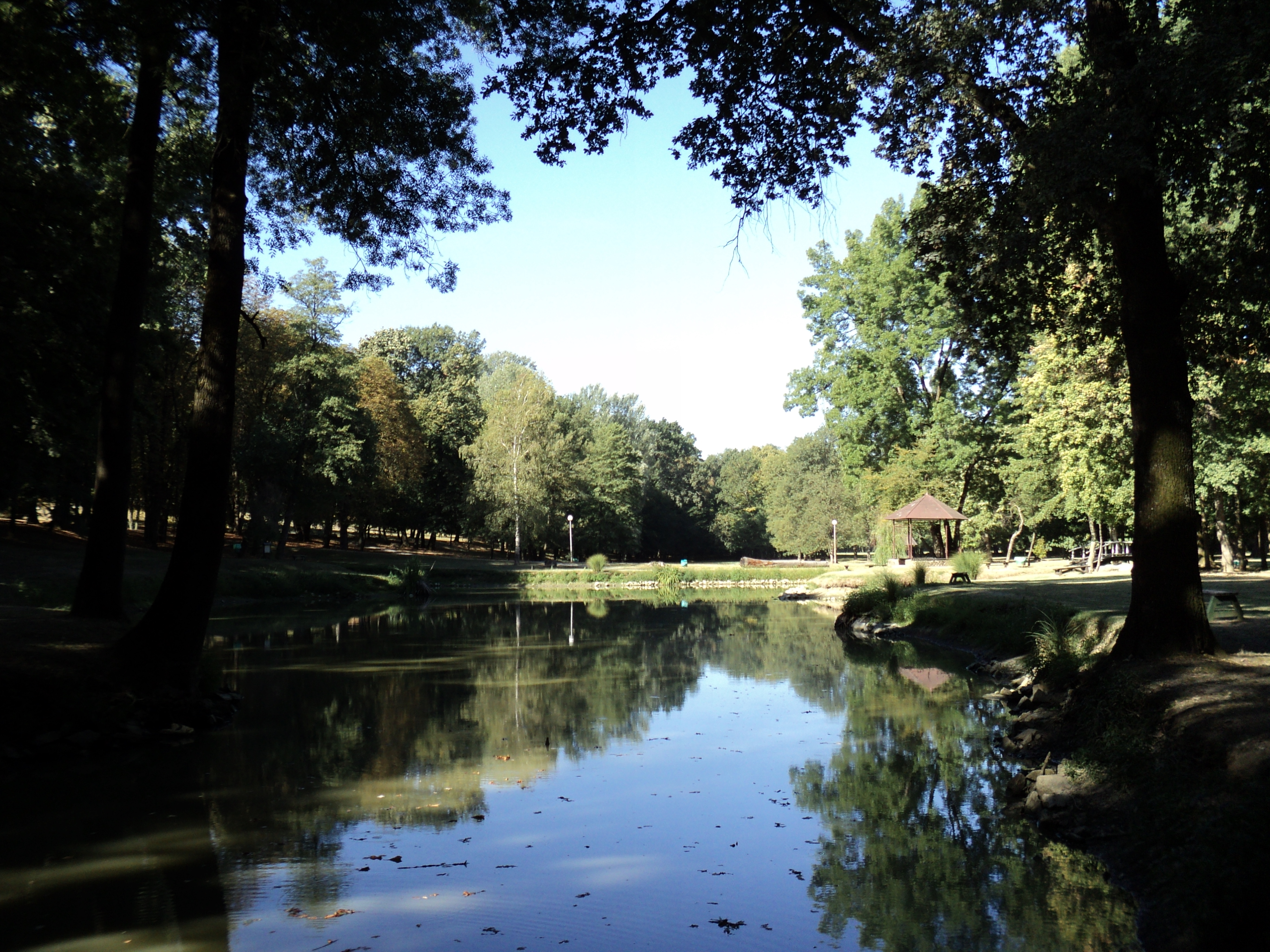
Stadtpark
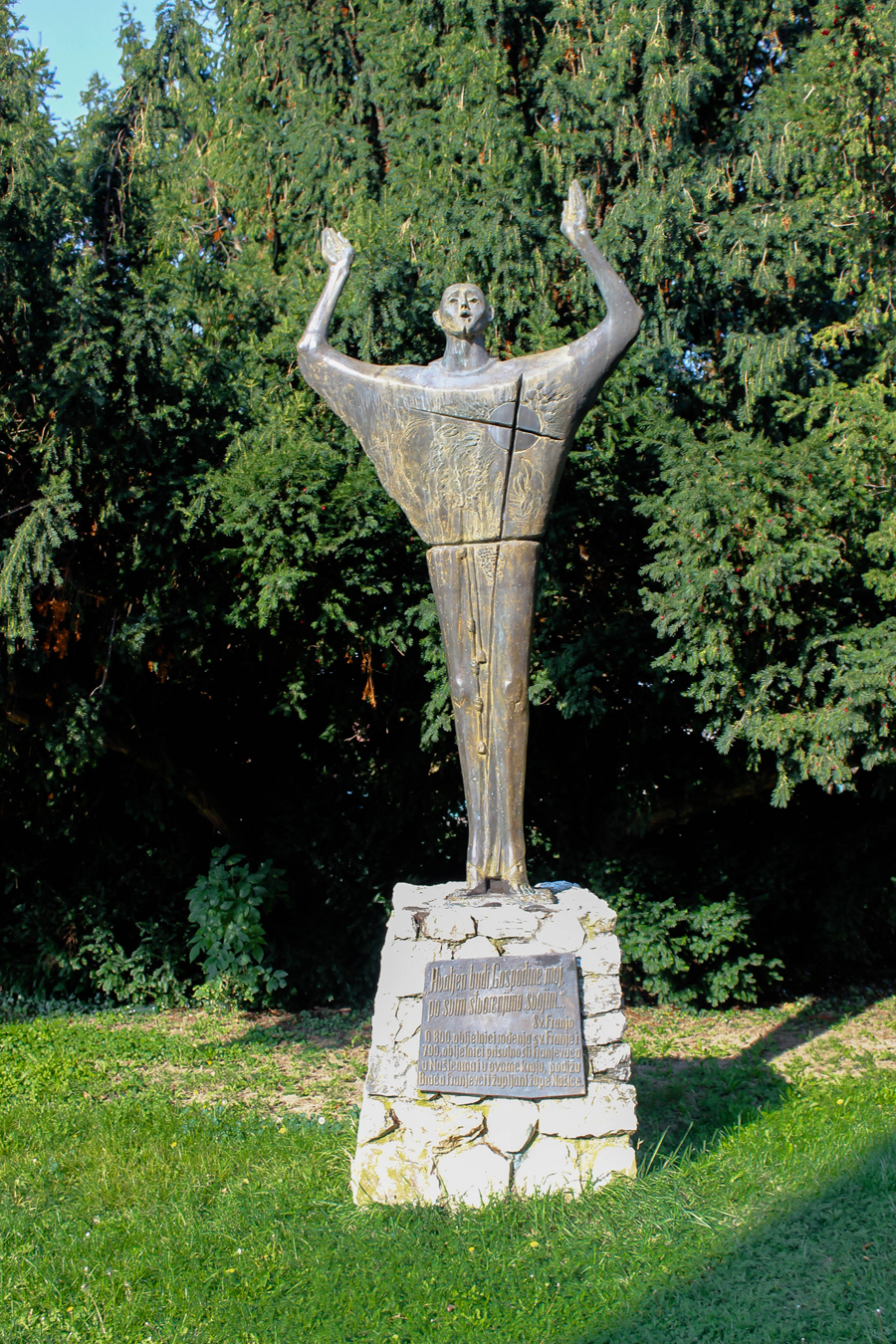
Franziskanerstatue

## Wirtschaft
Das größte Unternehmen in Našice ist die NEXE-Gruppe. Die Hauptwirtschaftszweige sind Landwirtschaft, Fischfang, Metallverarbeitung, Zementherstellung, Steinausgrabung sowie Holz- und Nahrungsbearbeitung.

## Bildung
In der Stadt gibt es heute zwei Grundschulen sowie eine Mittelschule mit vielen Ausbildungsrichtungen.

## Sport
Der bekannteste Verein in Našice ist der Handballklub „Nexe“, der in der ersten kroatischen Liga spielt. Daneben gibt es u. a. den Basketball-, Tennis- und Frauenvolleyballklub „Našice“ sowie die Fußballklubs „Našk“ und „Radnik Šipovac“.

## Persönlichkeiten

### Söhne und Töchter der Stadt
- Isidor Kršnjavi (1845–1927), Maler, Schriftsteller, Politiker
- Dora Pejačević (1885–1923), erste kroatische Komponistin
- Stanko Bilinski (1909–1998), Mathematiker
- Helena Buljan (* 1941), Schauspielerin
- Dunja Rajter (* 1946), Sängerin
- Branko Uvodić (* 1954), Moderator
- Ivana Plechinger (* 1973), Sängerin
- Danijel Pranjić (* 1981), Fußballspieler
- Alen Blažević (* 1986), Handballspieler
- Tin Kontrec (* 1989), Handballspieler
- Domagoj Vida (* 1989), Fußballspieler
- Maria Kunštek (* 1998), Fußballspielerin

### Sonstige Persönlichkeiten
- Sandra Lončarić (* 1974), Schauspielerin